# Андрия
А́ндрия (итал. Andria, тарант. Jàndrie, лат. Andria, Netium, Rhudiae) — коммуна в Италии, в области Апулия, в провинции Барлетта-Андрия-Трани.
По данным Национального института статистики, на 01.01.2023 года, население коммуны составляет 97 146 человек, плотность населения — 241,13 чел./км². Коммуна занимает площадь 402,88 км². 
Почтовый индекс — 76123. Телефонный код — 0883.
Святыми покровителями коммуны почитаются Пресвятая Богородица (Santa Maria dei Miracoli (Andria)) и Рихард Андрийский, празднование в третье воскресенье сентября.

## Андрия в «ЭСБЕ»
В начале XX века «Энциклопедический словарь Брокгауза и Ефрона» так описывал этот населённый пункт: 
Андриа — город в итальянской провинции Бари, в 12 км к югу от Барлетты, с 37704 жит. (1878), местопребывание епископа, имеет прекрасный собор в староготическом стиле и ведет торговлю преимущественно миндалем, для чего в окрестностях разведены тщательно содержимые сады. Город был основан в 1046 графом Петром Норманном Транийским. Император Фридрих II, две супруги которого, Иоланта († в 1228) и Изабелла († 1241), были похоронены здесь в великолепных мавзолеях, даровал городу много привилегий. От обоих мавзолеев не осталось теперь и следов. Здесь погребена была также Беатриса, дочь Карла II Анжуйского (1330). При мужественной защите этого города против французов в 1799 большинство его жителей было убито и многие памятники искусства разрушены.

## Демография
Динамика населения:

## Города-побратимы
- Монте-Сант'Анджело, Италия (2013)
- Альберобелло, Италия (2013)

## Администрация коммуны
- comune.andria.bt.it (итал.) — официальный сайт муниципалитета Андрия